# Juha Itkonen

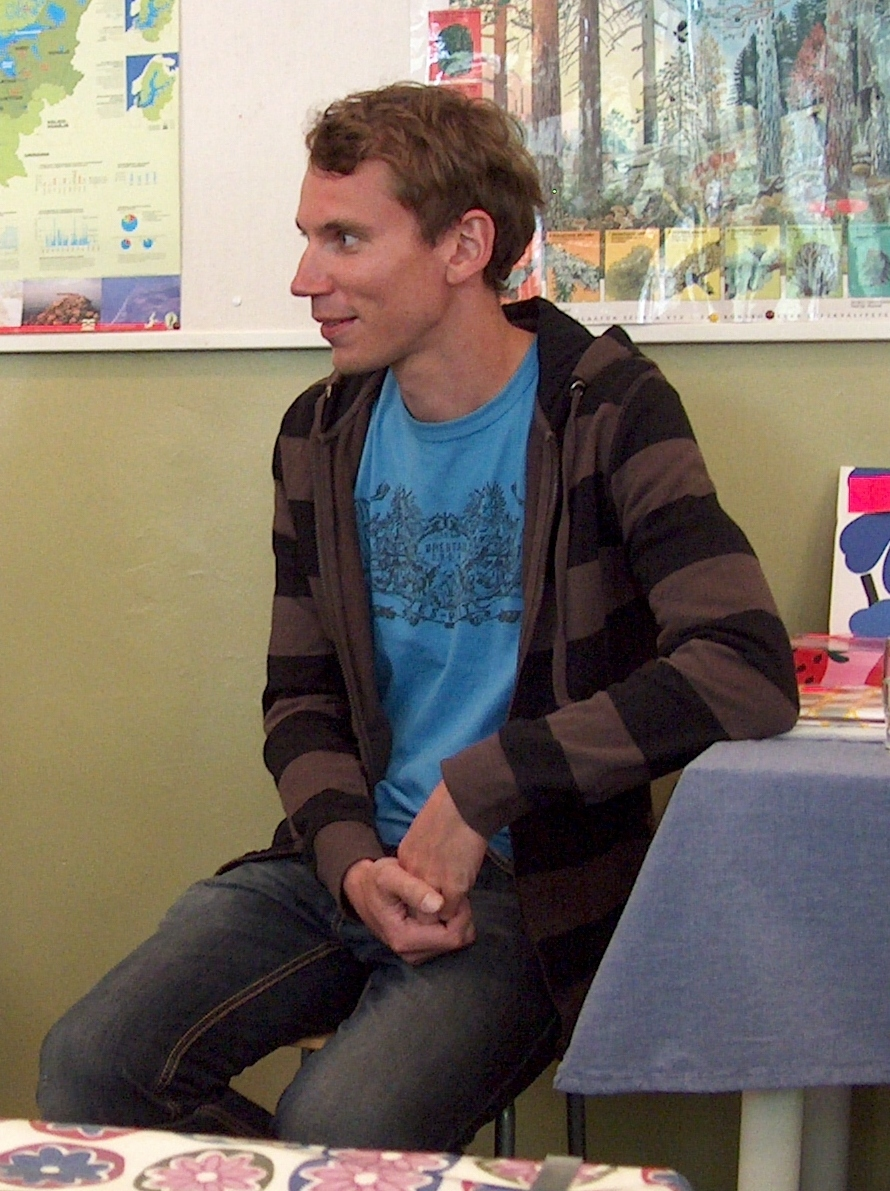
Juha Itkonen, 2008

Juha Heikki Itkonen (* 8. Juni 1975 in Hämeenlinna) ist ein finnischer Schriftsteller. Er lebt mit seiner Familie in Helsinki.

## Beruflicher Werdegang
Itkonen hat in Helsinki Politikwissenschaft studiert und war zunächst als Journalist tätig. Neben seiner Tätigkeit als Schriftsteller ist er als Kommentator von Gegenwartsfragen in Erscheinung getreten, beispielsweise im YLE-Radioprogramm „Runder Tisch“ (Pyöreä pöytä) und in Zeitungskolumnen.

## Stil
Itkonens Romane behandeln oft realistische Geschichten, in denen neben dem Handlungsstrang Reflexionen der Protagonisten über Alltag, Lebensauffassung und gesellschaftliche Verhältnisse eine zentrale Rolle spielen. Die Beschreibungen des alltäglichen Umfeldes zeichnet sich durch einen hohen Grad an Präzision aus.

## Veröffentlichungen (Auswahl)
Er hat acht Romane, einen Reisebericht, Theaterstücke, eine Novellensammlung, einen Briefwechsel und ein Kinderbuch veröffentlicht. Auf Deutsch erschienen zwei Romane:
- Ein flüchtiges Leuchten, 2014
- Mehr  als wir uns erträumten: Wie wir um unsere Familie kämpften, 2020

## Preise und Auszeichnungen
Itkonen hat zahlreiche Preise bekommen, unter anderem 2006 den finnischen Staatspreis für Literatur.